# Tour des Flandres 2005
Le Tour des Flandres 2005 est la 89e édition de cette course cycliste sur route masculine. Elle a eu lieu le 3 avril 2005 sur une distance de 256 km, entre Bruges et Meerbeke. La course est la troisième épreuve de l'UCI ProTour 2005.
Une semaine avant Paris-Roubaix, Tom Boonen remporte la course en solitaire.

## Présentation

### Équipes
Le Tour des Flandres figure au calendrier de l'UCI ProTour 2005.
On retrouve un total de 25 équipes au départ, 20 faisant partie des ProTeam, la première division mondiale, et les cinq dernières des équipes continentales professionnelles, la seconde division mondiale.
| ProTeams (20)- T-Mobile - Bouygues Télécom - Cofidis-Le Crédit par Téléphone - Crédit Agricole - CSC - Davitamon-Lotto - Discovery Channel - Domina Vacanze-De Nardi - Euskaltel-Euskadi - Fassa Bortolo - La Française des jeux - Gerolsteiner - Illes Balears-Caisse d'Épargne - Lampre-Caffita - Liberty Seguros-Würth - Liquigas-Bianchi - Phonak Hearing Systems - Quick Step-Innergetic - Rabobank - Saunier Duval-Prodir Équipes continentales professionnelles (5)- AG2R Prévoyance - Chocolade Jacques-T-Interim - Landbouwkrediet-Colnago - MrBookmaker-Sports Tech - Wiesenhof |
| |

## Classements

### Classement de la course
| \| Classement général \| Classement général \| Classement général \| Classement général \| Classement général \| \| Coureur \| Coureur \| Pays \| Équipe \| Temps \| \| ------------------ \| ------------------- \| ------------------ \| ------------------------------- \| ------------------ \| \| 1er \| Tom Boonen \| Belgique \| Quick Step-Innergetic \| 6 h 22 min 00 s \| \| 2e \| Andreas Klier \| Allemagne \| T-Mobile \| + 35 s \| \| 3e \| Peter Van Petegem \| Belgique \| Davitamon-Lotto \| + 40 s \| \| 4e \| Erik Zabel \| Allemagne \| T-Mobile \| + 40 s \| \| 5e \| Roberto Petito \| Italie \| Fassa Bortolo \| + 40 s \| \| 6e \| Alessandro Ballan \| Italie \| Lampre-Caffita \| + 40 s \| \| 7e \| George Hincapie \| États-Unis \| Discovery Channel \| DQ \| \| 8e \| Léon van Bon \| Pays-Bas \| Davitamon-Lotto \| + 1 min 42 s \| \| 9e \| Sergueï Ivanov \| Russie \| T-Mobile \| + 1 min 42 s \| \| 10e \| Vladimir Gusev \| Russie \| CSC \| + 1 min 42 s \| \| 11e \| Karsten Kroon \| Pays-Bas \| Rabobank \| + 1 min 42 s \| \| 12e \| Juan Antonio Flecha \| Espagne \| Fassa Bortolo \| + 1 min 42 s \| \| 13e \| Bernhard Eisel \| Autriche \| La Française des jeux \| + 2 min 04 s \| \| 14e \| Fabio Baldato \| Italie \| Fassa Bortolo \| + 2 min 04 s \| \| 15e \| Allan Johansen \| Danemark \| CSC \| + 2 min 04 s \| \| 16e \| Stuart O'Grady \| Australie \| Cofidis-Le Crédit par Téléphone \| + 2 min 04 s \| \| 17e \| Nico Mattan \| Belgique \| Davitamon-Lotto \| + 2 min 04 s \| \| 18e \| Mirko Celestino \| Italie \| Domina Vacanze-De Nardi \| + 2 min 04 s \| \| 19e \| Bert De Waele \| Belgique \| Landbouwkrediet-Colnago \| + 2 min 04 s \| \| 20e \| Marcus Ljungqvist \| Suède \| Liquigas-Bianchi \| + 2 min 04 s \| |                     |            |                                 |                 |
| |                     |            |                                 |                 |
| |                     |            |                                 |                 |
| Classement général |                     |            |                                 |                 |
| Coureur | Coureur             | Pays       | Équipe                          | Temps           |
| 1er | Tom Boonen          | Belgique   | Quick Step-Innergetic           | 6 h 22 min 00 s |
| 2e | Andreas Klier       | Allemagne  | T-Mobile                        | + 35 s          |
| 3e | Peter Van Petegem   | Belgique   | Davitamon-Lotto                 | + 40 s          |
| 4e | Erik Zabel          | Allemagne  | T-Mobile                        | + 40 s          |
| 5e | Roberto Petito      | Italie     | Fassa Bortolo                   | + 40 s          |
| 6e | Alessandro Ballan   | Italie     | Lampre-Caffita                  | + 40 s          |
| 7e | George Hincapie     | États-Unis | Discovery Channel               | DQ              |
| 8e | Léon van Bon        | Pays-Bas   | Davitamon-Lotto                 | + 1 min 42 s    |
| 9e | Sergueï Ivanov      | Russie     | T-Mobile                        | + 1 min 42 s    |
| 10e | Vladimir Gusev      | Russie     | CSC                             | + 1 min 42 s    |
| 11e | Karsten Kroon       | Pays-Bas   | Rabobank                        | + 1 min 42 s    |
| 12e | Juan Antonio Flecha | Espagne    | Fassa Bortolo                   | + 1 min 42 s    |
| 13e | Bernhard Eisel      | Autriche   | La Française des jeux           | + 2 min 04 s    |
| 14e | Fabio Baldato       | Italie     | Fassa Bortolo                   | + 2 min 04 s    |
| 15e | Allan Johansen      | Danemark   | CSC                             | + 2 min 04 s    |
| 16e | Stuart O'Grady      | Australie  | Cofidis-Le Crédit par Téléphone | + 2 min 04 s    |
| 17e | Nico Mattan         | Belgique   | Davitamon-Lotto                 | + 2 min 04 s    |
| 18e | Mirko Celestino     | Italie     | Domina Vacanze-De Nardi         | + 2 min 04 s    |
| 19e | Bert De Waele       | Belgique   | Landbouwkrediet-Colnago         | + 2 min 04 s    |
| 20e | Marcus Ljungqvist   | Suède      | Liquigas-Bianchi                | + 2 min 04 s    |

George Hincapie, initialement septième, a été déclassé par l'UCI,.

### Classement UCI
La course attribue des points au classement UCI ProTour 2005 selon le barème suivant :
| Position           | 1er | 2e | 3e | 4e | 5e | 6e | 7e | 8e | 9e | 10e |
| Classement général | 50  | 40 | 35 | 30 | 25 | 20 | 15 | 10 | 5  | 1   |

Après cette quatrième épreuve le classement est le suivant :
| #  | Coureur             | Équipe                         | Points | Précédent | Evolution |
| -- | ------------------- | ------------------------------ | ------ | --------- | --------- |
| 1  | Alessandro Petacchi | Fassa Bortolo                  | 93     |           |           |
| 2  | Oscar Freire        | Rabobank                       | 78     |           |           |
| 3  | Danilo Hondo        | Gerolsteiner                   | 70     |           |           |
| 4  | Tom Boonen          | Quick Step-Innergetic          | 62     |           |           |
| 5  | Bobby Julich        | CSC                            | 50     |           |           |
| 6  | Andreas Klier       | T-Mobile                       | 41     |           |           |
| 7  | Alejandro Valverde  | Illes Balears-Caisse d'Épargne | 41     |           |           |
| 8  | Peter Van Petegem   | Davitamon-Lotto                | 35     |           |           |
| 9  | George Hincapie     | Discovery Channel              | 35     |           |           |
| 10 | Fabrizio Guidi      | Phonak                         | 35     |           |           |

| #  | Équipe | Points | Précédent | Evolution |
| -- | ------ | ------ | --------- | --------- |
| 1  | [[]]   |        |           |           |
| 2  | [[]]   |        |           |           |
| 3  | [[]]   |        |           |           |
| 4  | [[]]   |        |           |           |
| 5  | [[]]   |        |           |           |
| 6  | [[]]   |        |           |           |
| 7  | [[]]   |        |           |           |
| 8  | [[]]   |        |           |           |
| 9  | [[]]   |        |           |           |
| 10 | [[]]   |        |           |           |

| #   | Pays | Points | Précédent | Evolution |
| --- | ---- | ------ | --------- | --------- |
| 1.  | {{}} |        |           |           |
| 2.  | {{}} |        |           |           |
| 3.  | {{}} |        |           |           |
| 4.  | {{}} |        |           |           |
| 5.  | {{}} |        |           |           |
| 6.  | {{}} |        |           |           |
| 7.  | {{}} |        |           |           |
| 8.  | {{}} |        |           |           |
| 9.  | {{}} |        |           |           |
| 10. | {{}} |        |           |           |

## Liste des participants
| T-Mobile TMO | T-Mobile TMO           | T-Mobile TMO |
| ------------ | ---------------------- | ------------ |
| Num          | Coureur                | Pos          |
| 1            | Steffen Wesemann (GER) | AB           |
| 2            | Rolf Aldag (GER)       | 27e          |
| 3            | Andreas Klier (GER)    | 2e           |
| 4            | Eric Baumann (GER)     | AB           |
| 5            | Marcus Burghardt (GER) | 65e          |
| 6            | Stephan Schreck (GER)  | 63e          |
| 7            | Sergueï Ivanov (RUS)   | 9e           |
| 8            | Erik Zabel (GER)       | 4e           |

| Bouygues Telecom BTL | Bouygues Telecom BTL       | Bouygues Telecom BTL |
| -------------------- | -------------------------- | -------------------- |
| Num                  | Coureur                    | Pos                  |
| 11                   | Laurent Brochard (FRA)     | 71e                  |
| 12                   | Frédéric Mainguenaud (FRA) | AB                   |
| 13                   | Yohann Gène (FRA)          | AB                   |
| 14                   | Anthony Geslin (FRA)       | 40e                  |
| 15                   | Christophe Kern (FRA)      | AB                   |
| 16                   | Franck Renier (FRA)        | 59e                  |
| 17                   | Thomas Voeckler (FRA)      | AB                   |
| 18                   | Unai Yus (ESP)             | AB                   |

| Cofidis-Le Crédit par Téléphone COF | Cofidis-Le Crédit par Téléphone COF | Cofidis-Le Crédit par Téléphone COF |
| ----------------------------------- | ----------------------------------- | ----------------------------------- |
| Num                                 | Coureur                             | Pos                                 |
| 21                                  | Jimmy Casper (FRA)                  | 87e                                 |
| 22                                  | Jimmy Engoulvent (FRA)              | AB                                  |
| 23                                  | Peter Farazijn (BEL)                | AB                                  |
| 24                                  | Jans Koerts (NED)                   | AB                                  |
| 25                                  | Thierry Marichal (BEL)              | AB                                  |
| 26                                  | Stuart O'Grady (AUS)                | 16e                                 |
| 27                                  | Staf Scheirlinckx (BEL)             | 33e                                 |
| 28                                  | Cédric Vasseur (FRA)                | AB                                  |

| Crédit Agricole C.A | Crédit Agricole C.A     | Crédit Agricole C.A |
| ------------------- | ----------------------- | ------------------- |
| Num                 | Coureur                 | Pos                 |
| 31                  | László Bodrogi (HUN)    | 77e                 |
| 32                  | Cyril Lemoine (FRA)     | AB                  |
| 33                  | Sébastien Hinault (FRA) | AB                  |
| 34                  | Thor Hushovd (NOR)      | 31e                 |
| 35                  | Jaan Kirsipuu (EST)     | 74e                 |
| 36                  | Geoffroy Lequatre (FRA) | AB                  |
| 37                  | Kilian Patour (FRA)     | AB                  |
| 38                  | Bradley Wiggins (GBR)   | 81e                 |

| CSC | CSC                        | CSC |
| --- | -------------------------- | --- |
| Num | Coureur                    | Pos |
| 41  | Jakob Piil (DEN)           | AB  |
| 42  | Luke Roberts (AUS)         | 54e |
| 43  | Lars Bak (DEN)             | 86e |
| 44  | Lars Michaelsen (DEN)      | 37e |
| 45  | Matti Breschel (DEN)       | AB  |
| 46  | Allan Johansen (DEN)       | 15e |
| 47  | Thomas Bruun Eriksen (DEN) | AB  |
| 48  | Vladimir Gusev (RUS)       | 10e |

| Davitamon-Lotto DVL | Davitamon-Lotto DVL     | Davitamon-Lotto DVL |
| ------------------- | ----------------------- | ------------------- |
| Num                 | Coureur                 | Pos                 |
| 51                  | Wim De Vocht (BEL)      | 93e                 |
| 52                  | Nico Mattan (BEL)       | 17e                 |
| 53                  | Gert Steegmans (BEL)    | AB                  |
| 54                  | Johan Vansummeren (BEL) | AB                  |
| 55                  | Léon van Bon (NED)      | 8e                  |
| 56                  | Peter Van Petegem (BEL) | 3e                  |
| 57                  | Wim Vansevenant (BEL)   | AB                  |
| 58                  | Aart Vierhouten (NED)   | 39e                 |

| Discovery Channel DSC | Discovery Channel DSC    | Discovery Channel DSC |
| --------------------- | ------------------------ | --------------------- |
| Num                   | Coureur                  | Pos                   |
| 61                    | Lance Armstrong (USA)    | 28e                   |
| 62                    | Antonio Cruz (USA)       | AB                    |
| 63                    | Stijn Devolder (BEL)     | 35e                   |
| 64                    | Viatcheslav Ekimov (RUS) | 56e                   |
| 65                    | Roger Hammond (GBR)      | 52e                   |
| 66                    | George Hincapie (USA)    | 7e                    |
| 67                    | Leif Hoste (BEL)         | 23e                   |
| 68                    | Hayden Roulston (NZL)    | AB                    |

| Domina Vacanze-De Nardi DOM | Domina Vacanze-De Nardi DOM | Domina Vacanze-De Nardi DOM |
| --------------------------- | --------------------------- | --------------------------- |
| Num                         | Coureur                     | Pos                         |
| 71                          | Simone Cadamuro (ITA)       | AB                          |
| 72                          | Mirko Celestino (ITA)       | 18e                         |
| 73                          | Alessandro Cortinovis (ITA) | AB                          |
| 74                          | Angelo Furlan (ITA)         | AB                          |
| 75                          | Mirco Lorenzetto (ITA)      | 73e                         |
| 76                          | Jörg Ludewig (GER)          | AB                          |
| 77                          | Matej Jurčo (SVK)           | 79e                         |
| 78                          | Rafael Nuritdinov (UZB)     | 75e                         |

| Euskaltel-Euskadi EUS | Euskaltel-Euskadi EUS | Euskaltel-Euskadi EUS |
| --------------------- | --------------------- | --------------------- |
| Num                   | Coureur               | Pos                   |
| 81                    | Joseba Albizu (ESP)   | NP                    |
| 82                    | Iker Flores (ESP)     | AB                    |
| 83                    | David Herrero (ESP)   | AB                    |
| 84                    | Iñaki Isasi (ESP)     | AB                    |
| 85                    | Íñigo Landaluze (ESP) | 42e                   |
| 86                    | Aketza Peña (ESP)     | 60e                   |
| 87                    | Aitor Silloniz (ESP)  | AB                    |
| 88                    | Antton Luengo (ESP)   | AB                    |

| Fassa Bortolo FAS | Fassa Bortolo FAS         | Fassa Bortolo FAS |
| ----------------- | ------------------------- | ----------------- |
| Num               | Coureur                   | Pos               |
| 91                | Andrus Aug (EST)          | 78e               |
| 92                | Fabio Baldato (ITA)       | 14e               |
| 93                | Fabian Cancellara (SUI)   | 62e               |
| 94                | Claudio Corioni (ITA)     | NP                |
| 95                | Juan Antonio Flecha (ESP) | 12e               |
| 96                | Francesco Chicchi (ITA)   | AB                |
| 97                | Alberto Ongarato (ITA)    | AB                |
| 98                | Roberto Petito (ITA)      | 5e                |

| La Française des jeux FDJ | La Française des jeux FDJ  | La Française des jeux FDJ |
| ------------------------- | -------------------------- | ------------------------- |
| Num                       | Coureur                    | Pos                       |
| 101                       | Ludovic Auger (FRA)        | AB                        |
| 102                       | Baden Cooke (AUS)          | AB                        |
| 103                       | Christophe Detilloux (BEL) | 49e                       |
| 104                       | Bernhard Eisel (AUT)       | 13e                       |
| 105                       | Frédéric Guesdon (FRA)     | 22e                       |
| 106                       | Christophe Mengin (FRA)    | 91e                       |
| 107                       | Francis Mourey (FRA)       | AB                        |
| 108                       | Matthew Wilson (AUS)       | AB                        |

| Gerolsteiner GST | Gerolsteiner GST        | Gerolsteiner GST |
| ---------------- | ----------------------- | ---------------- |
| Num              | Coureur                 | Pos              |
| 111              | René Haselbacher (AUT)  | AB               |
| 112              | Frank Høj (DEN)         | 29e              |
| 113              | Robert Förster (GER)    | AB               |
| 114              | Sebastian Lang (GER)    | 44e              |
| 115              | Heinrich Haussler (GER) | 89e              |
| 116              | Peter Wrolich (AUT)     | 58e              |
| 117              | Markus Zberg (SUI)      | 32e              |
| 118              | Thomas Ziegler (GER)    | AB               |

| Illes Balears IBA | Illes Balears IBA    | Illes Balears IBA |
| ----------------- | -------------------- | ----------------- |
| Num               | Coureur              | Pos               |
| 121               | Mikel Pradera (ESP)  | AB                |
| 122               | Daniel Becke (GER)   | AB                |
| 123               | Imanol Erviti (ESP)  | AB                |
| 124               | Isaac Gálvez (ESP)   | AB                |
| 127               | Iker Leonet (ESP)    | AB                |
| 128               | Vicente Reynés (ESP) | NP                |

| Lampre-Caffita LAM | Lampre-Caffita LAM       | Lampre-Caffita LAM |
| ------------------ | ------------------------ | ------------------ |
| Num                | Coureur                  | Pos                |
| 131                | Alessandro Ballan (ITA)  | 6e                 |
| 132                | Daniele Bennati (ITA)    | 53e                |
| 133                | Giosuè Bonomi (ITA)      | AB                 |
| 134                | Gianluca Bortolami (ITA) | 50e                |
| 135                | Salvatore Commesso (ITA) | AB                 |
| 136                | Paolo Fornaciari (ITA)   | AB                 |
| 137                | Enrico Franzoi (ITA)     | AB                 |
| 138                | Dario Pieri (ITA)        | AB                 |

| Liberty Seguros-Würth LSW | Liberty Seguros-Würth LSW      | Liberty Seguros-Würth LSW |
| ------------------------- | ------------------------------ | ------------------------- |
| Num                       | Coureur                        | Pos                       |
| 141                       | Carlos Barredo (ESP)           | 41e                       |
| 142                       | Allan Davis (AUS)              | AB                        |
| 143                       | Koen de Kort (NED)             | AB                        |
| 144                       | Jesús Hernández Blázquez (ESP) | AB                        |
| 145                       | Aaron Kemps (AUS)              | AB                        |
| 146                       | Sérgio Paulinho (POR)          | AB                        |
| 147                       | Iván Santos (ESP)              | AB                        |
| 148                       | Luis León Sánchez (ESP)        | AB                        |

| Liquigas-Bianchi LIQ | Liquigas-Bianchi LIQ    | Liquigas-Bianchi LIQ |
| -------------------- | ----------------------- | -------------------- |
| Num                  | Coureur                 | Pos                  |
| 151                  | Magnus Bäckstedt (SWE)  | 61e                  |
| 152                  | Mauro Gerosa (ITA)      | 80e                  |
| 153                  | Nicola Loda (ITA)       | AB                   |
| 154                  | Marcus Ljungqvist (SWE) | 20e                  |
| 155                  | Michael Albasini (SUI)  | AB                   |
| 156                  | Marco Righetto (ITA)    | AB                   |
| 157                  | Gianluca Sironi (ITA)   | 94e                  |
| 158                  | Marco Zanotti (ITA)     | AB                   |

| Phonak Hearing Systems PHO | Phonak Hearing Systems PHO   | Phonak Hearing Systems PHO |
| -------------------------- | ---------------------------- | -------------------------- |
| Num                        | Coureur                      | Pos                        |
| 161                        | Aurélien Clerc (SUI)         | 76e                        |
| 162                        | Martin Elmiger (SUI)         | 34e                        |
| 163                        | Bert Grabsch (GER)           | 25e                        |
| 164                        | Fabrizio Guidi (ITA)         | AB                         |
| 165                        | Robert Hunter (RSA)          | AB                         |
| 166                        | Uroš Murn (SLO)              | 36e                        |
| 167                        | José Ignacio Gutiérrez (ESP) | 82e                        |
| 168                        | Grégory Rast (SUI)           | 70e                        |

| Quick Step-Innergetic QSI | Quick Step-Innergetic QSI | Quick Step-Innergetic QSI |
| ------------------------- | ------------------------- | ------------------------- |
| Num                       | Coureur                   | Pos                       |
| 171                       | Marc Lotz (NED)           | 26e                       |
| 172                       | Tom Boonen (BEL)          | 1er                       |
| 173                       | Wilfried Cretskens (BEL)  | 38e                       |
| 174                       | Kevin Hulsmans (BEL)      | 64e                       |
| 175                       | Servais Knaven (NED)      | AB                        |
| 176                       | Nick Nuyens (BEL)         | 21e                       |
| 177                       | Filippo Pozzato (ITA)     | 43e                       |
| 178                       | Bram Tankink (NED)        | 48e                       |

| Rabobank RAB | Rabobank RAB             | Rabobank RAB |
| ------------ | ------------------------ | ------------ |
| Num          | Coureur                  | Pos          |
| 181          | Mathew Hayman (AUS)      | 47e          |
| 182          | Erik Dekker (NED)        | 24e          |
| 183          | Maarten den Bakker (NED) | 83e          |
| 184          | Steven de Jongh (NED)    | 46e          |
| 185          | Jan Boven (NED)          | 98e          |
| 186          | Karsten Kroon (NED)      | 11e          |
| 187          | Gerben Löwik (NED)       | AB           |
| 188          | Marc Wauters (BEL)       | 55e          |

| Saunier Duval-Prodir SDV | Saunier Duval-Prodir SDV  | Saunier Duval-Prodir SDV |
| ------------------------ | ------------------------- | ------------------------ |
| Num                      | Coureur                   | Pos                      |
| 191                      | Rubens Bertogliati (SUI)  | AB                       |
| 192                      | David Cañada (ESP)        | 51e                      |
| 193                      | Ángel Gómez (ESP)         | AB                       |
| 194                      | Manuel Quinziato (ITA)    | 84e                      |
| 195                      | Ivan Ravaioli (ITA)       | AB                       |
| 196                      | Andrea Tafi (ITA)         | 69e                      |
| 197                      | Francisco Ventoso (ESP)   | AB                       |
| 198                      | Constantino Zaballa (ESP) | 30e                      |

| AG2R Prévoyance A2R | AG2R Prévoyance A2R   | AG2R Prévoyance A2R |
| ------------------- | --------------------- | ------------------- |
| Num                 | Coureur               | Pos                 |
| 201                 | Simon Gerrans (AUS)   | 92e                 |
| 202                 | Laurent Mangel (FRA)  | AB                  |
| 203                 | Nicolas Portal (FRA)  | AB                  |
| 204                 | Erki Pütsep (EST)     | 96e                 |
| 205                 | Mark Scanlon (IRL)    | AB                  |
| 206                 | Aliaksandr Usau (BLR) | 66e                 |
| 207                 | Tomas Vaitkus (LTU)   | 57e                 |
| 208                 | Lloyd Mondory (FRA)   | NP                  |

| Chocolade Jacques-T-Interim JAC | Chocolade Jacques-T-Interim JAC | Chocolade Jacques-T-Interim JAC |
| ------------------------------- | ------------------------------- | ------------------------------- |
| Num                             | Coureur                         | Pos                             |
| 211                             | Niko Eeckhout (BEL)             | AB                              |
| 212                             | Kevin Van Impe (BEL)            | 100e                            |
| 213                             | Pieter Ghyllebert (BEL)         | 88e                             |
| 214                             | Benny De Schrooder (BEL)        | AB                              |
| 215                             | Frederik Willems (BEL)          | AB                              |
| 216                             | Wesley Van Speybroeck (BEL)     | AB                              |
| 217                             | Wesley Van Der Linden (BEL)     | 99e                             |
| 218                             | Koen Barbé (BEL)                | AB                              |

| Landbouwkrediet-Colnago LAN | Landbouwkrediet-Colnago LAN | Landbouwkrediet-Colnago LAN |
| --------------------------- | --------------------------- | --------------------------- |
| Num                         | Coureur                     | Pos                         |
| 221                         | Ludovic Capelle (BEL)       | AB                          |
| 222                         | Ludo Dierckxsens (BEL)      | AB                          |
| 223                         | Bert De Waele (BEL)         | 19e                         |
| 224                         | Geert Verheyen (BEL)        | 45e                         |
| 225                         | Glenn D'Hollander (BEL)     | AB                          |
| 226                         | Johan Verstrepen (BEL)      | 97e                         |
| 227                         | James Vanlandschoot (BEL)   | AB                          |
| 228                         | Mathieu Criquielion (BEL)   | AB                          |

| Mr Bookmaker.com-SportsTech MRB | Mr Bookmaker.com-SportsTech MRB | Mr Bookmaker.com-SportsTech MRB |
| ------------------------------- | ------------------------------- | ------------------------------- |
| Num                             | Coureur                         | Pos                             |
| 231                             | David Boucher (FRA)             | 90e                             |
| 232                             | Johan Coenen (BEL)              | 67e                             |
| 233                             | Gorik Gardeyn (BEL)             | AB                              |
| 234                             | Jeremy Hunt (GBR)               | AB                              |
| 235                             | Matthé Pronk (NED)              | 95e                             |
| 236                             | Erwin Thijs (BEL)               | 85e                             |
| 237                             | Kristof Trouvé (BEL)            | 68e                             |
| 238                             | Ángel Castresana (ESP)          | AB                              |

| Wiesenhof WIE | Wiesenhof WIE           | Wiesenhof WIE |
| ------------- | ----------------------- | ------------- |
| Num           | Coureur                 | Pos           |
| 241           | Enrico Poitschke (GER)  | AB            |
| 242           | Ralf Grabsch (GER)      | 72e           |
| 243           | David Kopp (GER)        | AB            |
| 244           | Roberto Lochowski (GER) | AB            |
| 245           | Sebastian Siedler (GER) | AB            |
| 246           | Christian Knees (GER)   | AB            |
| 247           | Martin Müller (GER)     | AB            |
| 248           | André Greipel (GER)     | AB            |

| T-Mobile TMO | T-Mobile TMO           | T-Mobile TMO |
| ------------ | ---------------------- | ------------ |
| Num          | Coureur                | Pos          |
| 1            | Steffen Wesemann (GER) | AB           |
| 2            | Rolf Aldag (GER)       | 27e          |
| 3            | Andreas Klier (GER)    | 2e           |
| 4            | Eric Baumann (GER)     | AB           |
| 5            | Marcus Burghardt (GER) | 65e          |
| 6            | Stephan Schreck (GER)  | 63e          |
| 7            | Sergueï Ivanov (RUS)   | 9e           |
| 8            | Erik Zabel (GER)       | 4e           |

| Bouygues Telecom BTL | Bouygues Telecom BTL       | Bouygues Telecom BTL |
| -------------------- | -------------------------- | -------------------- |
| Num                  | Coureur                    | Pos                  |
| 11                   | Laurent Brochard (FRA)     | 71e                  |
| 12                   | Frédéric Mainguenaud (FRA) | AB                   |
| 13                   | Yohann Gène (FRA)          | AB                   |
| 14                   | Anthony Geslin (FRA)       | 40e                  |
| 15                   | Christophe Kern (FRA)      | AB                   |
| 16                   | Franck Renier (FRA)        | 59e                  |
| 17                   | Thomas Voeckler (FRA)      | AB                   |
| 18                   | Unai Yus (ESP)             | AB                   |

| Cofidis-Le Crédit par Téléphone COF | Cofidis-Le Crédit par Téléphone COF | Cofidis-Le Crédit par Téléphone COF |
| ----------------------------------- | ----------------------------------- | ----------------------------------- |
| Num                                 | Coureur                             | Pos                                 |
| 21                                  | Jimmy Casper (FRA)                  | 87e                                 |
| 22                                  | Jimmy Engoulvent (FRA)              | AB                                  |
| 23                                  | Peter Farazijn (BEL)                | AB                                  |
| 24                                  | Jans Koerts (NED)                   | AB                                  |
| 25                                  | Thierry Marichal (BEL)              | AB                                  |
| 26                                  | Stuart O'Grady (AUS)                | 16e                                 |
| 27                                  | Staf Scheirlinckx (BEL)             | 33e                                 |
| 28                                  | Cédric Vasseur (FRA)                | AB                                  |

| Crédit Agricole C.A | Crédit Agricole C.A     | Crédit Agricole C.A |
| ------------------- | ----------------------- | ------------------- |
| Num                 | Coureur                 | Pos                 |
| 31                  | László Bodrogi (HUN)    | 77e                 |
| 32                  | Cyril Lemoine (FRA)     | AB                  |
| 33                  | Sébastien Hinault (FRA) | AB                  |
| 34                  | Thor Hushovd (NOR)      | 31e                 |
| 35                  | Jaan Kirsipuu (EST)     | 74e                 |
| 36                  | Geoffroy Lequatre (FRA) | AB                  |
| 37                  | Kilian Patour (FRA)     | AB                  |
| 38                  | Bradley Wiggins (GBR)   | 81e                 |

| CSC | CSC                        | CSC |
| --- | -------------------------- | --- |
| Num | Coureur                    | Pos |
| 41  | Jakob Piil (DEN)           | AB  |
| 42  | Luke Roberts (AUS)         | 54e |
| 43  | Lars Bak (DEN)             | 86e |
| 44  | Lars Michaelsen (DEN)      | 37e |
| 45  | Matti Breschel (DEN)       | AB  |
| 46  | Allan Johansen (DEN)       | 15e |
| 47  | Thomas Bruun Eriksen (DEN) | AB  |
| 48  | Vladimir Gusev (RUS)       | 10e |

| Davitamon-Lotto DVL | Davitamon-Lotto DVL     | Davitamon-Lotto DVL |
| ------------------- | ----------------------- | ------------------- |
| Num                 | Coureur                 | Pos                 |
| 51                  | Wim De Vocht (BEL)      | 93e                 |
| 52                  | Nico Mattan (BEL)       | 17e                 |
| 53                  | Gert Steegmans (BEL)    | AB                  |
| 54                  | Johan Vansummeren (BEL) | AB                  |
| 55                  | Léon van Bon (NED)      | 8e                  |
| 56                  | Peter Van Petegem (BEL) | 3e                  |
| 57                  | Wim Vansevenant (BEL)   | AB                  |
| 58                  | Aart Vierhouten (NED)   | 39e                 |

| Discovery Channel DSC | Discovery Channel DSC    | Discovery Channel DSC |
| --------------------- | ------------------------ | --------------------- |
| Num                   | Coureur                  | Pos                   |
| 61                    | Lance Armstrong (USA)    | 28e                   |
| 62                    | Antonio Cruz (USA)       | AB                    |
| 63                    | Stijn Devolder (BEL)     | 35e                   |
| 64                    | Viatcheslav Ekimov (RUS) | 56e                   |
| 65                    | Roger Hammond (GBR)      | 52e                   |
| 66                    | George Hincapie (USA)    | 7e                    |
| 67                    | Leif Hoste (BEL)         | 23e                   |
| 68                    | Hayden Roulston (NZL)    | AB                    |

| Domina Vacanze-De Nardi DOM | Domina Vacanze-De Nardi DOM | Domina Vacanze-De Nardi DOM |
| --------------------------- | --------------------------- | --------------------------- |
| Num                         | Coureur                     | Pos                         |
| 71                          | Simone Cadamuro (ITA)       | AB                          |
| 72                          | Mirko Celestino (ITA)       | 18e                         |
| 73                          | Alessandro Cortinovis (ITA) | AB                          |
| 74                          | Angelo Furlan (ITA)         | AB                          |
| 75                          | Mirco Lorenzetto (ITA)      | 73e                         |
| 76                          | Jörg Ludewig (GER)          | AB                          |
| 77                          | Matej Jurčo (SVK)           | 79e                         |
| 78                          | Rafael Nuritdinov (UZB)     | 75e                         |

| Euskaltel-Euskadi EUS | Euskaltel-Euskadi EUS | Euskaltel-Euskadi EUS |
| --------------------- | --------------------- | --------------------- |
| Num                   | Coureur               | Pos                   |
| 81                    | Joseba Albizu (ESP)   | NP                    |
| 82                    | Iker Flores (ESP)     | AB                    |
| 83                    | David Herrero (ESP)   | AB                    |
| 84                    | Iñaki Isasi (ESP)     | AB                    |
| 85                    | Íñigo Landaluze (ESP) | 42e                   |
| 86                    | Aketza Peña (ESP)     | 60e                   |
| 87                    | Aitor Silloniz (ESP)  | AB                    |
| 88                    | Antton Luengo (ESP)   | AB                    |

| Fassa Bortolo FAS | Fassa Bortolo FAS         | Fassa Bortolo FAS |
| ----------------- | ------------------------- | ----------------- |
| Num               | Coureur                   | Pos               |
| 91                | Andrus Aug (EST)          | 78e               |
| 92                | Fabio Baldato (ITA)       | 14e               |
| 93                | Fabian Cancellara (SUI)   | 62e               |
| 94                | Claudio Corioni (ITA)     | NP                |
| 95                | Juan Antonio Flecha (ESP) | 12e               |
| 96                | Francesco Chicchi (ITA)   | AB                |
| 97                | Alberto Ongarato (ITA)    | AB                |
| 98                | Roberto Petito (ITA)      | 5e                |

| La Française des jeux FDJ | La Française des jeux FDJ  | La Française des jeux FDJ |
| ------------------------- | -------------------------- | ------------------------- |
| Num                       | Coureur                    | Pos                       |
| 101                       | Ludovic Auger (FRA)        | AB                        |
| 102                       | Baden Cooke (AUS)          | AB                        |
| 103                       | Christophe Detilloux (BEL) | 49e                       |
| 104                       | Bernhard Eisel (AUT)       | 13e                       |
| 105                       | Frédéric Guesdon (FRA)     | 22e                       |
| 106                       | Christophe Mengin (FRA)    | 91e                       |
| 107                       | Francis Mourey (FRA)       | AB                        |
| 108                       | Matthew Wilson (AUS)       | AB                        |

| Gerolsteiner GST | Gerolsteiner GST        | Gerolsteiner GST |
| ---------------- | ----------------------- | ---------------- |
| Num              | Coureur                 | Pos              |
| 111              | René Haselbacher (AUT)  | AB               |
| 112              | Frank Høj (DEN)         | 29e              |
| 113              | Robert Förster (GER)    | AB               |
| 114              | Sebastian Lang (GER)    | 44e              |
| 115              | Heinrich Haussler (GER) | 89e              |
| 116              | Peter Wrolich (AUT)     | 58e              |
| 117              | Markus Zberg (SUI)      | 32e              |
| 118              | Thomas Ziegler (GER)    | AB               |

| Illes Balears IBA | Illes Balears IBA    | Illes Balears IBA |
| ----------------- | -------------------- | ----------------- |
| Num               | Coureur              | Pos               |
| 121               | Mikel Pradera (ESP)  | AB                |
| 122               | Daniel Becke (GER)   | AB                |
| 123               | Imanol Erviti (ESP)  | AB                |
| 124               | Isaac Gálvez (ESP)   | AB                |
| 127               | Iker Leonet (ESP)    | AB                |
| 128               | Vicente Reynés (ESP) | NP                |

| Lampre-Caffita LAM | Lampre-Caffita LAM       | Lampre-Caffita LAM |
| ------------------ | ------------------------ | ------------------ |
| Num                | Coureur                  | Pos                |
| 131                | Alessandro Ballan (ITA)  | 6e                 |
| 132                | Daniele Bennati (ITA)    | 53e                |
| 133                | Giosuè Bonomi (ITA)      | AB                 |
| 134                | Gianluca Bortolami (ITA) | 50e                |
| 135                | Salvatore Commesso (ITA) | AB                 |
| 136                | Paolo Fornaciari (ITA)   | AB                 |
| 137                | Enrico Franzoi (ITA)     | AB                 |
| 138                | Dario Pieri (ITA)        | AB                 |

| Liberty Seguros-Würth LSW | Liberty Seguros-Würth LSW      | Liberty Seguros-Würth LSW |
| ------------------------- | ------------------------------ | ------------------------- |
| Num                       | Coureur                        | Pos                       |
| 141                       | Carlos Barredo (ESP)           | 41e                       |
| 142                       | Allan Davis (AUS)              | AB                        |
| 143                       | Koen de Kort (NED)             | AB                        |
| 144                       | Jesús Hernández Blázquez (ESP) | AB                        |
| 145                       | Aaron Kemps (AUS)              | AB                        |
| 146                       | Sérgio Paulinho (POR)          | AB                        |
| 147                       | Iván Santos (ESP)              | AB                        |
| 148                       | Luis León Sánchez (ESP)        | AB                        |

| Liquigas-Bianchi LIQ | Liquigas-Bianchi LIQ    | Liquigas-Bianchi LIQ |
| -------------------- | ----------------------- | -------------------- |
| Num                  | Coureur                 | Pos                  |
| 151                  | Magnus Bäckstedt (SWE)  | 61e                  |
| 152                  | Mauro Gerosa (ITA)      | 80e                  |
| 153                  | Nicola Loda (ITA)       | AB                   |
| 154                  | Marcus Ljungqvist (SWE) | 20e                  |
| 155                  | Michael Albasini (SUI)  | AB                   |
| 156                  | Marco Righetto (ITA)    | AB                   |
| 157                  | Gianluca Sironi (ITA)   | 94e                  |
| 158                  | Marco Zanotti (ITA)     | AB                   |

| Phonak Hearing Systems PHO | Phonak Hearing Systems PHO   | Phonak Hearing Systems PHO |
| -------------------------- | ---------------------------- | -------------------------- |
| Num                        | Coureur                      | Pos                        |
| 161                        | Aurélien Clerc (SUI)         | 76e                        |
| 162                        | Martin Elmiger (SUI)         | 34e                        |
| 163                        | Bert Grabsch (GER)           | 25e                        |
| 164                        | Fabrizio Guidi (ITA)         | AB                         |
| 165                        | Robert Hunter (RSA)          | AB                         |
| 166                        | Uroš Murn (SLO)              | 36e                        |
| 167                        | José Ignacio Gutiérrez (ESP) | 82e                        |
| 168                        | Grégory Rast (SUI)           | 70e                        |

| Quick Step-Innergetic QSI | Quick Step-Innergetic QSI | Quick Step-Innergetic QSI |
| ------------------------- | ------------------------- | ------------------------- |
| Num                       | Coureur                   | Pos                       |
| 171                       | Marc Lotz (NED)           | 26e                       |
| 172                       | Tom Boonen (BEL)          | 1er                       |
| 173                       | Wilfried Cretskens (BEL)  | 38e                       |
| 174                       | Kevin Hulsmans (BEL)      | 64e                       |
| 175                       | Servais Knaven (NED)      | AB                        |
| 176                       | Nick Nuyens (BEL)         | 21e                       |
| 177                       | Filippo Pozzato (ITA)     | 43e                       |
| 178                       | Bram Tankink (NED)        | 48e                       |

| Rabobank RAB | Rabobank RAB             | Rabobank RAB |
| ------------ | ------------------------ | ------------ |
| Num          | Coureur                  | Pos          |
| 181          | Mathew Hayman (AUS)      | 47e          |
| 182          | Erik Dekker (NED)        | 24e          |
| 183          | Maarten den Bakker (NED) | 83e          |
| 184          | Steven de Jongh (NED)    | 46e          |
| 185          | Jan Boven (NED)          | 98e          |
| 186          | Karsten Kroon (NED)      | 11e          |
| 187          | Gerben Löwik (NED)       | AB           |
| 188          | Marc Wauters (BEL)       | 55e          |

| Saunier Duval-Prodir SDV | Saunier Duval-Prodir SDV  | Saunier Duval-Prodir SDV |
| ------------------------ | ------------------------- | ------------------------ |
| Num                      | Coureur                   | Pos                      |
| 191                      | Rubens Bertogliati (SUI)  | AB                       |
| 192                      | David Cañada (ESP)        | 51e                      |
| 193                      | Ángel Gómez (ESP)         | AB                       |
| 194                      | Manuel Quinziato (ITA)    | 84e                      |
| 195                      | Ivan Ravaioli (ITA)       | AB                       |
| 196                      | Andrea Tafi (ITA)         | 69e                      |
| 197                      | Francisco Ventoso (ESP)   | AB                       |
| 198                      | Constantino Zaballa (ESP) | 30e                      |

| AG2R Prévoyance A2R | AG2R Prévoyance A2R   | AG2R Prévoyance A2R |
| ------------------- | --------------------- | ------------------- |
| Num                 | Coureur               | Pos                 |
| 201                 | Simon Gerrans (AUS)   | 92e                 |
| 202                 | Laurent Mangel (FRA)  | AB                  |
| 203                 | Nicolas Portal (FRA)  | AB                  |
| 204                 | Erki Pütsep (EST)     | 96e                 |
| 205                 | Mark Scanlon (IRL)    | AB                  |
| 206                 | Aliaksandr Usau (BLR) | 66e                 |
| 207                 | Tomas Vaitkus (LTU)   | 57e                 |
| 208                 | Lloyd Mondory (FRA)   | NP                  |

| Chocolade Jacques-T-Interim JAC | Chocolade Jacques-T-Interim JAC | Chocolade Jacques-T-Interim JAC |
| ------------------------------- | ------------------------------- | ------------------------------- |
| Num                             | Coureur                         | Pos                             |
| 211                             | Niko Eeckhout (BEL)             | AB                              |
| 212                             | Kevin Van Impe (BEL)            | 100e                            |
| 213                             | Pieter Ghyllebert (BEL)         | 88e                             |
| 214                             | Benny De Schrooder (BEL)        | AB                              |
| 215                             | Frederik Willems (BEL)          | AB                              |
| 216                             | Wesley Van Speybroeck (BEL)     | AB                              |
| 217                             | Wesley Van Der Linden (BEL)     | 99e                             |
| 218                             | Koen Barbé (BEL)                | AB                              |

| Landbouwkrediet-Colnago LAN | Landbouwkrediet-Colnago LAN | Landbouwkrediet-Colnago LAN |
| --------------------------- | --------------------------- | --------------------------- |
| Num                         | Coureur                     | Pos                         |
| 221                         | Ludovic Capelle (BEL)       | AB                          |
| 222                         | Ludo Dierckxsens (BEL)      | AB                          |
| 223                         | Bert De Waele (BEL)         | 19e                         |
| 224                         | Geert Verheyen (BEL)        | 45e                         |
| 225                         | Glenn D'Hollander (BEL)     | AB                          |
| 226                         | Johan Verstrepen (BEL)      | 97e                         |
| 227                         | James Vanlandschoot (BEL)   | AB                          |
| 228                         | Mathieu Criquielion (BEL)   | AB                          |

| Mr Bookmaker.com-SportsTech MRB | Mr Bookmaker.com-SportsTech MRB | Mr Bookmaker.com-SportsTech MRB |
| ------------------------------- | ------------------------------- | ------------------------------- |
| Num                             | Coureur                         | Pos                             |
| 231                             | David Boucher (FRA)             | 90e                             |
| 232                             | Johan Coenen (BEL)              | 67e                             |
| 233                             | Gorik Gardeyn (BEL)             | AB                              |
| 234                             | Jeremy Hunt (GBR)               | AB                              |
| 235                             | Matthé Pronk (NED)              | 95e                             |
| 236                             | Erwin Thijs (BEL)               | 85e                             |
| 237                             | Kristof Trouvé (BEL)            | 68e                             |
| 238                             | Ángel Castresana (ESP)          | AB                              |

| Wiesenhof WIE | Wiesenhof WIE           | Wiesenhof WIE |
| ------------- | ----------------------- | ------------- |
| Num           | Coureur                 | Pos           |
| 241           | Enrico Poitschke (GER)  | AB            |
| 242           | Ralf Grabsch (GER)      | 72e           |
| 243           | David Kopp (GER)        | AB            |
| 244           | Roberto Lochowski (GER) | AB            |
| 245           | Sebastian Siedler (GER) | AB            |
| 246           | Christian Knees (GER)   | AB            |
| 247           | Martin Müller (GER)     | AB            |
| 248           | André Greipel (GER)     | AB            |